# John Robert Kell
John Robert („Rob“) Kell, CBE (* 1902; † 1983) war ein englischer Bauingenieur, der auf Heizung, Lüftung und Klimatechnik spezialisiert war.
Kell trat 1926 in die Firma von Oscar Faber & Partner ein, nach einer Zeit als Kontraktor, und stieg 1948 zum Partner auf. 1936 schrieb er als Coautor mit Oscar Faber das Standardwerk Heating and air conditioning of Buildings. Er schrieb auch den Eintrag über Heizung, Lüftung und Klima für die Encyclopædia Britannica.
Er war verantwortlich für die Planung der Gebäudetechnik der Bank of England, einschließlich der Elektrizitätsgewinnung und der Abwärmenutzung und des 12 acre großen  Earls Court Exhibition Centre, insbesondere die speziellen Lüftungsdüsen (International Heating and Ventilation Engineering (IHVE) Journal, März 1938). Er plante auch die Klimaanlage für das wiederaufgebaute House of Commons (im Palace of Westminster) (1943–1950), und die Heizungsanlage für zahlreiche beachtliche Bauwerke einschließlich der St Paul’s Cathedral und der Abtei von St Albans. Er war 1952 Präsident des IHVE, wurde 1966 zum Commander des British Empire ernannt, und 1967 mit der IHVE-Goldmedaille ausgezeichnet.
Rob Kell lebte in St Albans und ging zur St. Albans School. Er war mit Pamela verheiratet und hatte mit ihr einen Sohn Paul, der Theater-Licht-Designer wurde. Er hatte langjährige Beziehungen zur St. Albans Cathedral, der er mit verschiedenen freiwilligen Tätigkeiten diente, und hat die ungewöhnliche Ehre (zusammen mit Robert Runcie), seine Büste aus Stein als einer der Wasserspeier auf dem Dach der Abbey zu haben.